# Sam Berns
Sampson Gordon Berns (23 de outubro de 1996 – 10 de janeiro de 2014) foi um ativista americano com progeria, uma doença extremamente rara e fatal que faz o corpo envelhecer rapidamente. Berns ajudou a aumentar a conscientização sobre a doença, e foi o tema do documentário da HBO Life According to Sam, que foi exibido pela primeira vez em janeiro de 2013.

## Fundação de Pesquisa Progeria
Seus pais, Scott Berns e Leslie Gordon, ambos médicos pediatras, receberam o diagnóstico do filho quando ele tinha menos de dois anos de idade. Cerca de um ano depois, num esforço para aumentar a consciencialização sobre a doença, criaram a Progeria Research Foundation para promover a investigação sobre as causas subjacentes e os possíveis tratamentos para a doença. Além disso, eles oferecem recursos para o apoio às pessoas com progeria e suas famílias.

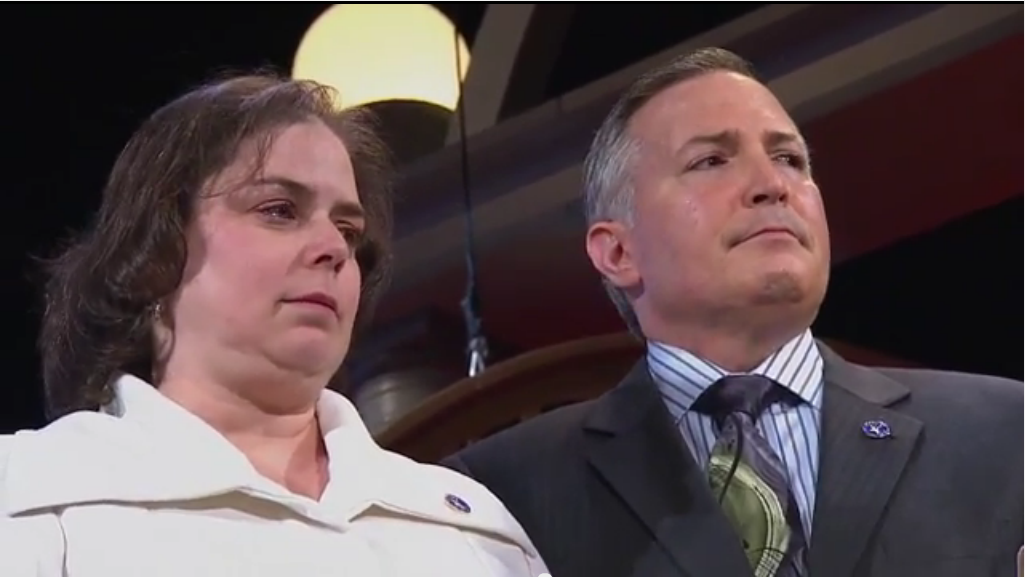
Scott Berns e Leslie Gordon, os pais de Sam, na cerimônia do Prêmio Peabody

## Honras

### Boston Bruins
Em 9 de novembro de 2013, em um jogo em Boston pelo Boston Bruins, Berns ajudou a organizar a Noite de Conscientização sobre a Progeria. Sentou-se com a equipe como assistente do gerente de equipamentos e lançou o primeiro disco cerimonial do jogo daquela noite contra o Toronto Maple Leafs.
Berns e Zdeno Chára, o capitão dos Bruins, eram grandes amigos desde 2006, quando Sam compareceu a um jogo dos Bruins e conheceu Chára
hára marcou naquele jogo e Berns deixou escapar: "Você é o herói!" Ele respondeu: "Não, não, você é meu herói, nosso herói."
Em 14 de janeiro de 2014, os Bruins homenagearam Berns com um momento de silêncio e uma homenagem em vídeo antes do início do jogo.

### New England Patriots
Berns seria capitão honorário quando o New England Patriots recebeu o Indianapolis Colts em um jogo de playoff divisional em 11 de janeiro de 2014; no entanto, ele morreu em 10 de janeiro, na noite anterior ao jogo.
O presidente e CEO dos Patriots, Robert Kraft, emitiu uma declaração sobre a notícia do falecimento de Berns. Kraft disse: "Eu amava Sam Berns e sou mais rico por tê-lo conhecido."

### Palestra TED, Sam Berns
"Minha filosofia para uma vida feliz" foi gravada em 2013 por Berns no TEDxMidAtlantic. Foi vista mais de 53 milhões de vezes no YouTube e tem o maior número de comentários de qualquer TEDTalk, com mais de 51.000 (em junho de 2025) e 1,1 milhão de curtidas.

### A vida segundo Sam
Life According to Sam é um documentário de 2013 baseado na vida de Berns e foi exibido em festivais de cinema, incluindo o Sundance, e foi transmitido pela HBO em outubro de 2024.
A Academia de Artes e Ciências Cinematográficas incluiu a obra na lista dos 15 documentários considerados para indicações ao Oscar.